# Glue Riede
Die Glue Riede oder auch Ahlumer Bach ist ein über sieben Kilometer langer Bach im  niedersächsischen Landkreis Wolfenbüttel. Er entspringt südlich von Apelnstedt, durchfließt das Landschaftsschutzgebiet Vilgensee bei Dettum und mündet bei der Wendesser Mühle von rechts in die Altenau.

## Geographie

### Verlauf
Das Einzugsgebiet der Glue Riede ist ein intensiv landwirtschaftlich genutzter Bereich in der Schöppenstedter Mulde. Vom NLWKN wird als Quellgebiet die Gemarkung südlich von Apelnstedt genannt. Dort sind mehrere Feldbäche verzeichnet, von denen einer am Hasenberg beginnt, vom NLWKN als Glue Riede betitelt wird und im Mittel Richtung Osten verläuft. Er unterquert die Landesstraße L627 und wendet sich nach Süden. Aus Ahlum im Westen fließt schnurgerade ein Bach zu, der am Ahlumer Friedhof beim Sylbeeksweg entspringt und in der Topografischen Karte mit Ahlumer Bach bezeichnet wird (GKZ 482662). Der unterhalb der Einmündung auch in den Landkarten als Glue Riede bezeichnete Bach begrenzt das östlich gelegene Landschaftsschutzgebiet Vilgensee und mäandert naturnah zwischen Bäumen überwiegend Richtung Süden. Er nimmt von links den Abfluss des Vilgensees und den Sandkuhlebach (GKZ 482664) auf, wendet sich etwa einen halben Kilometer vor dem Lauf der Altenau nach Westen und wird von einem befestigten Feldweg bis zur Wendesser Mühle begleitet. Er führt den Namen Ahlumer Bach und im Unterlauf bei der Wendesser Mühle Wiesengraben. Bei Ahlum nimmt er von rechts zwei Feldbäche, den Stehbeek und den Grashöfebach auf (GKZ 482666 und 482668).

## Gewässergüte
Die Strukturgüte und das ökologische Potenzial werden im Maßnahmenplan des NLWKN als „unbefriedigend“ bewertet, der chemische Zustand als „nicht gut“. Hauptgrund ist die Nutzung zur Landentwässerung und der damit verbundene Eintrag aus der Landwirtschaft.